# 頼城駅
頼城駅（らいじょうえき）は、北海道芦別市にあった三井芦別鉄道の駅（廃駅）である。旅客輸送を廃止後、貨物輸送の駅として利用された。
1957年に駅伝のスタート地点として利用された。

## 歴史
- 1945年（昭和20年）12月15日 : 西芦別駅（後の三井芦別駅） - 当駅間延伸にともない開業。一般駅。
- 1949年（昭和24年）1月20日 : 地方鉄道（三井鉱山芦別鉄道）に転換。
- 1959年（昭和34年）?月?日 : 当駅構内に玉川停留場が開業。
- 1960年（昭和35年）10月1日 : 三井芦別鉄道に移管。
- 1972年（昭和47年）6月1日 : 旅客取り扱い廃止。貨物駅となる。
- 1989年（平成元年）3月26日 : 廃止[3]。

### 現在
駅舎はなくロータリー跡が確認され、駅の北側には架道橋跡が残っている。

## 隣の駅
三井芦別鉄道
三井芦別鉄道線
芦の湯前停留場 - 頼城駅 - 玉川停留場